# Operation: Endgame
Operation: Endgame ist ein US-amerikanischer Action- und Comedy-Film, der 2010 als Direct-to-Video-Film veröffentlicht wurde.

## Handlung
In einer unterirdischen und geheimen Basis arbeiten zwei voneinander getrennte Geheimorganisationen, deren Aufgabe es ist, für „Recht und Ordnung“ zu sorgen. Als einzige Verbindung sorgt ihr gemeinsamer Chef, „Devil“, für ein Gleichgewicht zwischen „Alpha“ und „Omega“. Nachdem Devil umgebracht worden ist, startet der Selbstzerstörungsprozess der Anlage. So bleiben nur anderthalb Stunden, bevor die Einrichtung mit Napalm verbrannt wird. Beide Seiten beginnen, sich gegenseitig auszuschalten, und es beginnt ein Wettlauf, um einen geheimen Ausgang aus der Anlage zu finden.

## Hintergrund
Der Film wurde in Los Angeles gedreht. Der Film wurde unter dem Arbeitstitel The Rogues Gallery produziert. Das Drehbuch stammt von Brian Watanabe.

## Kritiken
„Die auf Hochglanz polierte Action-Komödie nutzt die Amtseinführung von US-Präsident Obama als geschichtsträchtigen Hintergrund, vermag der Geschichte aber kein Leben einzuhauchen.“

„Operation: Endgame ist eine richtig schwache Umsetzung einer eigentlich vielversprechenden Geschichte. Primär wird einfach gemetzelt, und die Protagonisten sprechen sich mit den gar lustigen Tarnnamen an. Witz und Spannung gehen bald flöten, und auch wenn am Schluss noch ein bisschen Interesse aufkommt, ist es dann schon zu spät für einen guten Film.“